# Bonia parvifloscula
Bonia parvifloscula är en gräsart som först beskrevs av Wan Tao Lin, och fick sitt nu gällande namn av Nian He Xia. Bonia parvifloscula ingår i släktet Bonia och familjen gräs. Inga underarter finns listade i Catalogue of Life.